# E通卡 (遠通電收)
E通卡為台灣高速公路電子收費系統車上機所使用的接觸式與非接觸式交通電子票證系統智慧卡，由遠通電收發行之電子票證，亦被稱為ETC卡。配合高速公路計程收費暫停發卡；此外，e通卡自2014年7月23日停止加值服務，並於2015年12月31日停止使用。

## 使用方法

### 優惠方式
- 搭乘臺鐵，票價以復興號／區間車票價九折計費，惟搭乘自強號逾70公里之部分須以原價計費。
- 搭乘臺中市市區公車享有基本里程（10公里）免費且票價上限60元之優惠。

### 退卡
- 卡片本體採用押金形式出租，如卡片不使用可至全台遠通直營門市辦理退卡手續，卡內餘額及押金將於一定的程序後退還至持卡人的金融帳戶內（免手續費）。

## 使用範圍
e通卡於2015年停用前之使用範圍如下：
- 市區公車及公路客運
- 臺灣鐵路管理局
  - 宜蘭線
  - 縱貫線
  - 臺中線
  - 屏東線（僅高雄－潮州）
  - 平溪線
  - 深澳線
  - 內灣線
  - 六家線
  - 集集線
  - 沙崙線

## 注意事項
- 票卡應避免暴露於50℃以上高溫、高濕環境，因此建議下車時隨手將票卡取下。
- 避免將票卡放在磁性物品周圍，如磁鐵、微波爐等。
- 乘車時若輕觸感應區的時間太短或距離太遠，請稍待片刻，重新感應即可。